# Liste von Pumptracks

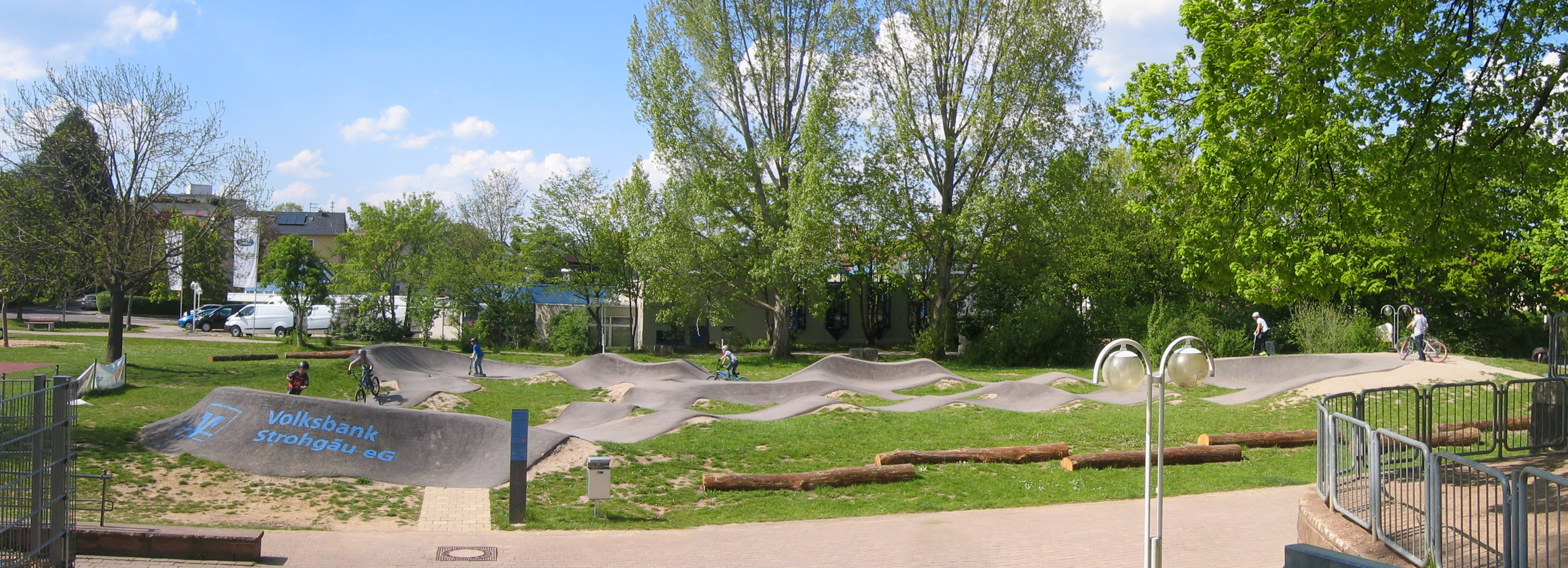
Pumptrack in Gerlingen

Die Liste von Pumptracks gibt eine Übersicht über Pumptrack-Anlagen, die in Europa existieren. Sie richten sich an die Allgemeinbevölkerung und bieten die Möglichkeit, mit dem Fahrrad, dem Scooter oder dem Skateboard die Freizeit zu gestalten. Gleichzeitig bieten Pumptracks die Möglichkeit zur Verbesserung der Fahrtechnik für Jugendliche und Erwachsene auf dem Mountainbike.
Der erste Pumptrack in Deutschland entstand 2005 in Trier.

## Deutschland

### Baden-Württemberg
| Stadt                                     | Baujahr              | Länge (m) bzw. Fläche (m²) | Betreiber                                    | Oberfläche | Koordinaten                         |
| ----------------------------------------- | -------------------- | -------------------------- | -------------------------------------------- | ---------- | ----------------------------------- |
| Affalterbach                              | 2019                 | 130 m                      | Gemeinde Affalterbach                        | Asphalt    | Pumptrack Affalterbach              |
| Amtzell                                   | 2018                 |                            | Gemeinde Amtzell                             | Asphalt    | Bikepark Amtzell                    |
| Bad Waldsee                               | 2022                 |                            | Stadt Bad Waldsee                            | Asphalt    | Pumptrack Bad Waldsee               |
| Besigheim                                 |                      |                            |                                              | Erde       | Pumptrack Besigheim                 |
| Bietigheim-Bissingen                      | 2016                 | 110 m                      | Jugendförderung Bietigheim-Bissingen         | Asphalt    | Pumptrack Bietigheim-Bissingen      |
| Bietigheim-Bissingen                      | 2016                 | 450 m                      | Stadt Bietigheim-Bissingen                   | Erde       | Pumptrack Bietigheim-Bissingen      |
| Ditzingen-Schöckingen                     | 2021                 |                            | u. a. SVGG Hirschlanden-Schöckingen          | Erde       | Pumptrack Ditzingen-Schöckingen     |
| Esslingen am Neckar                       | 2015                 | 50 m                       | TV Hegensberg                                | Erde       | Pumptrack TV Hegensberg (Esslingen) |
| Esslingen-Zell (Anlage im Bau befindlich) | 2025                 | 300 m²                     | Stadt Esslingen                              | Asphalt    | Pumptrack Esslingen-Zell            |
| Freiburg im Breisgau                      | 2020                 | 1.800 m²                   | Stadt Freiburg                               | Asphalt    | Pumptrack Freiburg                  |
| Gerlingen                                 | 2015                 | 864 m²                     | Jugendgemeinderat Gerlingen                  | Asphalt    | Pumptrack Gerlingen                 |
| Helmstadt-Bargen                          | 2013                 | 200 m                      | EC-Jugend                                    | Erde       | Pumptrack Helmstadt                 |
| Hessigheim                                | 2022                 |                            | Gemeinde Hessigheim                          | Schotter   | Pumptrack Hessigheim                |
| Kirchberg an der Murr                     | 2021                 |                            | Stadt Kirchberg an der Murr                  | Asphalt    | Pumptrack Kirchberg/Murr            |
| Kornwestheim                              | 2013                 | 450 m                      | Stadt Kornwestheim                           | Erde       | Pumptrack Kornwestheim              |
| Köngen                                    | 2023                 | 240 m                      | Gemeinde Köngen                              | Asphalt    | Pumptrack Köngen                    |
| Ludwigsburg-Eglosheim                     | 2023                 |                            | Stadt Ludwigsburg                            | Asphalt    | Pumptrack Ludwigsburg-Eglosheim     |
| Ludwigsburg-Poppenweiler                  | 2018                 |                            | Stadt Ludwigsburg                            | Asphalt    | Pumptrack Ludwigsburg-Poppenweiler  |
| Niederstotzingen                          | 2020                 |                            | Stadt Niederstotzingen                       | Asphalt    | Pumptrack Niederstotzingen          |
| Oberriexingen                             | 2019                 |                            | Elterninitiative Funpark                     | Asphalt    | Pumptrack Oberriexingen             |
| (Remseck-)Pattonville                     | 2023                 |                            | Jugendgelände Pattonville                    | Asphalt    | Pumptrack Pattonville               |
| Rheinfelden (Baden)                       | 2016                 | 726 m²                     | SG Rheinfelden                               | Erde       | Pumptrack Rheinfelden               |
| Rutesheim                                 | 2023                 |                            | Stadt Rutesheim                              | Asphalt    | Pumptrack Rutesheim                 |
| Sersheim                                  | 2022                 | 300 m                      | Gemeinde Sersheim                            | Asphalt    | Pumptrack Sersheim                  |
| Sindelfingen                              | 2019, erweitert 2025 |                            | Stadt Sindelfingen                           | Asphalt    | Pumptrack Sindelfingen              |
| Sinsheim                                  | 2013                 | 250 m                      | Stadt Sinsheim                               | Erde       | Pumptrack Sinsheim                  |
| Stuttgart-Bad Cannstatt                   | 2018                 |                            | Stadt Stuttgart                              | Asphalt    | Pumptrack Bad Cannstatt             |
| Stuttgart-Botnang                         | 2013                 | 180 m                      | SKG Botnang                                  | Erde       | Pumptrack SKG Botnang               |
| Stuttgart-Neugereut                       | 2015                 |                            | Stadt Stuttgart                              | Asphalt    | Pumptrack Neugereut                 |
| Stuttgart-Fasanenhof                      | 2015                 |                            | Stadt Stuttgart                              | Asphalt    | Pumptrack Fasanenhof                |
| Stuttgart-Plieningen                      | 2019                 | 1.100 m²                   | Stadt Stuttgart                              | Asphalt    | Pumptrack Plieningen                |
| Stuttgart-Stöckach                        | 2013                 | 150 m                      | Spielhaus Stuttgart                          | Erde       | Pumptrack Spielhaus                 |
| Stuttgart-Weilimdorf                      | 2010                 | 250 m                      | Jugendhaus Weilimdorf                        | Asphalt    | Pumptrack Jugendhaus Weilimdorf     |
| Tübingen                                  | 2020                 |                            | Stadt Tübingen                               | Asphalt    | 3inOne Bewegungspark Tübingen       |
| Tübingen-Pfrondorf                        | 2023                 |                            | SV Pfrondorf                                 | Asphalt    | Pumptrack Pfrondorf                 |
| Ulm                                       | 2018                 |                            | DAV Ulm und SSV Ulm 1846 MTB Schammental GbR | Asphalt    | Pumptrack Ulm                       |
| Weingarten-Nessenreben                    | 2018                 |                            | Radfahrerverein Weingarten                   | Erde       | Bikepark Weingarten                 |
| Werbach                                   | 2019                 |                            | MSC Werbach                                  | Erde       | Pumptrack Werbach                   |

### Bayern
| Stadt           | Baujahr | Länge (m) bzw. Fläche (m²) | Betreiber                                     | Oberfläche | Koordinaten                                    |
| --------------- | ------- | -------------------------- | --------------------------------------------- | ---------- | ---------------------------------------------- |
| Ergoldsbach     | 2022    |                            | Skiclub Ergoldsbach e. V. / Markt Ergoldsbach | Erde       | Goldbach Ride Ergoldsbach                      |
| Fürstenzell     | 2021    |                            | Stadt Fürstenzell                             | Betonmix   | Pumptrack Fürstenzell                          |
| Füssen          | 2018    |                            | Stadt Füssen                                  | Asphalt    | Skate- und Bikepark Füssen                     |
| Hollfeld        | 2025    |                            | Schulverband Hollfeld-Wonsees-Plankenfels     | Asphalt    | Pumptrack Hollfeld                             |
| Litzendorf      | 2019    | 1.000 m²                   | Gemeinde Litzendorf                           | Asphalt    | Pumptrack Litzendorf                           |
| München-Freiham | 2021    |                            | Stadtteilmanagement Freiham                   | Erde       | Temporäre Jugendspielfläche am Germeringer Weg |
| Pocking         | 2022    |                            | Stadt Pocking                                 | Asphalt    | Pumptrack Pocking                              |
| Selb            | 2014    | 800 m²                     | Stadt Selb                                    | Asphalt    | Pumptrack Selb                                 |
| Wunsiedel       | 2019    | 1.500 m²                   | Förderverein Pumptrack Wunsiedel e. V.        | Erde       | Pumptrack Wunsiedel                            |

### Berlin
| Stadtteil | Baujahr | Länge (m) bzw. Fläche (m²) | Betreiber      | Oberfläche | Koordinaten               |
| --------- | ------- | -------------------------- | -------------- | ---------- | ------------------------- |
| Gatow     | 2021    |                            | Bezirk Spandau | Asphalt    | Pumptrack Landstadt Gatow |

### Brandenburg
| Stadt        | Baujahr | Länge (m) bzw. Fläche (m²) | Betreiber        | Oberfläche | Koordinaten                   |
| ------------ | ------- | -------------------------- | ---------------- | ---------- | ----------------------------- |
| Hoppegarten  | 2007    | 150 m                      | Kita Birkenstein | Erde       | Pumptrack Birkenstein         |
| Potsdam-West | 2025    | 2.000 m²                   | Stadt Potsdam    | Asphalt    | Pumptrack Potsdam, Kantstraße |

### Hamburg
| Stadtteil    | Baujahr | Länge (m) bzw. Fläche (m²) | Betreiber                    | Oberfläche | Koordinaten                           |
| ------------ | ------- | -------------------------- | ---------------------------- | ---------- | ------------------------------------- |
| Barmbek-Nord | 2024    | 200 m²                     | Freie und Hansestadt Hamburg | Asphalt    | Skatepark und Pumptrack am Gleisbogen |
| Neuallermöhe | 2023    | 500 m²                     | Freie und Hansestadt Hamburg | Asphalt    | BMX-Geländestrecke Pump-Track         |

### Hessen
| Stadt                                   | Baujahr | Länge (m) bzw. Fläche (m²) | Betreiber                  | Oberfläche | Koordinaten                      |
| --------------------------------------- | ------- | -------------------------- | -------------------------- | ---------- | -------------------------------- |
| Bickenbach                              | 2023    | 800 m²                     | SKG Bickenbach             | Lehm       | Pumptrack Bickenbach             |
| Darmstadt-Eberstadt                     | 2022    | 300 m²                     | Bürgerinitiative Darmstadt | Lehm       | Pumptrack Darmstadt-Eberstadt    |
| Darmstadt-Kranichstein                  | 2018    | 1.000 m²                   | Stadt Darmstadt            | Erde       | Pumptrack Darmstadt-Kranichstein |
| Groß-Umstadt                            | 2017    | 500 m²                     | Stadt Groß-Umstadt         | Asphalt    | Umstädter Pumptrack              |
| Neu-Isenburg (Waldspielpark Tannenwald) | 2014    | 70 m                       | Stadt Neu-Isenburg         | Betonmix   | Waldspielpark Tannenwald         |
| Raunheim                                | 2019    | 900 m²                     | Stadt Raunheim             | Asphalt    | Pumptrack Raunheim               |

### Niedersachsen
| Stadt            | Baujahr | Länge (m) bzw. Fläche (m²) | Betreiber       | Oberfläche | Koordinaten                  |
| ---------------- | ------- | -------------------------- | --------------- | ---------- | ---------------------------- |
| Hannover         | 2015    |                            | Stadt Hannover  | Erde       | Pumptrack Dreamline Hannover |
| Lüneburg         | 2023    | 500 m²                     | Stadt Lüneburg  | Asphalt    | Pumptrack Lüneburg           |
| Oldenburg (Oldb) | 2023    | 700 m²                     | Stadt Oldenburg | Asphalt    | Sportpark Kreyenbrück        |

### Nordrhein-Westfalen
| Stadt                | Baujahr | Länge (m) bzw. Fläche (m²) | Betreiber                                             | Oberfläche | Koordinaten                          |
| -------------------- | ------- | -------------------------- | ----------------------------------------------------- | ---------- | ------------------------------------ |
| Aachen               | 2019    |                            | Kinder- und Jugendzentrum St. Hubertus / Stadt Aachen | Asphalt    | Pumptrack Aachen                     |
| Bergneustadt         | 2015    | 70 m                       | Stadt Bergneustadt                                    | Brechsand  | Pumptrack Hackenberg                 |
| Blankenheim          | 2022    | 389 m²                     | Stadt Blankenheim                                     | Asphalt    | Pumptrack Blankenheim                |
| Bottrop              | 2021    |                            | Stadt Bottrop                                         | Asphalt    | Pumptrack Bottrop                    |
| Datteln              | 2020    |                            | Stadt Datteln                                         | Asphalt    | Sportpark Mitte Datteln              |
| Euskirchen           | 2024    | 570 m²                     | Stadt Euskirchen                                      | Asphalt    | Pumptrack Euskirchen                 |
| Hellenthal-Sieberath | 2024    | 620 m²                     | Gemeinde Hellenthal                                   | Asphalt    | Pumptrack Hellenthal                 |
| Kall                 | 2025    |                            | Gemeinde Kall                                         | Asphalt    | Pumptrack Kall                       |
| Lindlar              | 2013    | 175 m                      | Entsorgungszentrum Leppe                              | Asphalt    | Bikepark :metabolon                  |
| Mechernich-Kommern   | 2021    |                            | Stadt Mechernich                                      | Asphalt    | Pumptrack im Mechernicher Mühlenpark |
| Morsbach             | 2019    | 60 m                       | Stadt Morsbach                                        | Asphalt    | Pumptrack Morsbach                   |
| Nettersheim          | 2024    |                            | Gemeinde Nettersheim                                  | Asphalt    | Pumptrack Nettersheim                |
| Rheinberg            | 2021    | 900 m²                     | Stadt Rheinberg                                       | Asphalt    | Pumptrack Rheinberg                  |
| Schleiden            | 2024    | 125 m                      | Stadt Schleiden                                       | Asphalt    | Sportpark Schleiden                  |
| Waldbröl             | 2025    |                            | Stadt Waldbröl                                        | Asphalt    | Skate- und Bikepark Waldbröl         |
| Weilerswist          | 2023    | 290 m                      | Stadt Weilerswist                                     | Asphalt    | Pumptrack Weilerswist                |

### Rheinland-Pfalz
| Stadt                                | Baujahr | Länge (m) bzw. Fläche (m²) | Betreiber                       | Oberfläche | Koordinaten                        |
| ------------------------------------ | ------- | -------------------------- | ------------------------------- | ---------- | ---------------------------------- |
| Baumholder                           | 2021    |                            | Stadt Baumholder                | Asphalt    | Pumptrack Baumholder               |
| Betzdorf-Bruche                      | 2023    | 1.400 m²                   | Ski- und Freizeitclub Betzdorf  | Erde       | Pumptrack Bruche                   |
| Buchholz (Westerwald)                | 2025    |                            | Gemeinde Buchholz (Westerwald)  |            | Pumptrack Buchholz (Westerwald)    |
| Hachenburg                           | 2018    |                            | Stadt Hachenburg                | Erde       | Pumptrack Hachenburg               |
| Herschbach                           | 2023    |                            | Gemeinde Herschbach             | Asphalt    | Pumptrack Herschbach               |
| Horath                               | 2025    | 1.225 m²                   | Ortsgemeinde Horath             | Asphalt    | Mehrgenerationenpark Horath        |
| Miehlen                              | 2020    |                            | Ortsgemeinde Miehlen            | Erde       | Bike Park Miehlen                  |
| Ransbach-Baumbach                    | 2025    |                            | Stadt Ransbach-Baumbach         | Asphalt    | Pumptrack Ransbach-Baumbach        |
| Remagen                              | 2024    | 40 m                       | Stadt Remagen                   | Asphalt    | Pumptrack Remagen                  |
| Sankt Katharinen (bei Bad Kreuznach) | 2023    |                            | Gemeinde Sankt Katharinen       | Erde       | Pumptrack Sankt Katharinen         |
| Simmern/Hunsrück                     | 2021    | 250 m                      | Schmiedelpark-Förderverein e.V. | Erde       | Pumptrack Schmiedel                |
| Trier                                | 2005    |                            | fahrvergnügen e.V.              | Erde       | fahrvergnügen e.V. Pumptrack Trier |

### Saarland
| Stadt       | Baujahr | Länge (m) bzw. Fläche (m²) | Betreiber      | Oberfläche | Koordinaten                     |
| ----------- | ------- | -------------------------- | -------------- | ---------- | ------------------------------- |
| Saarbrücken | 2012    | 300 m                      | Soulrider e.V. | Brechsand  | Soulrider Pumptrack Saarbrücken |

### Schleswig-Holstein
| Stadt              | Baujahr | Länge (m) bzw. Fläche (m²) | Betreiber         | Oberfläche | Koordinaten                    |
| ------------------ | ------- | -------------------------- | ----------------- | ---------- | ------------------------------ |
| Kiel-Dietrichsdorf | 2021    |                            | Stadt Kiel        | Betonmix   | Pumptrack Dietrichsdorf        |
| Mühbrook           | 2018    |                            | Gemeinde Mühbrook | Asphalt    | Pumptrack Mühbrook             |
| Itzehoe            | 2023    | 700 m²                     | Stadt Itzehoe     | Asphalt    | Pumptrack Itzehoe              |
| Rellingen          | 2023    | 2.550 m²                   | Stadt Rellingen   | Asphalt    | Pumptrack & Bikepark Rellingen |

## Italien
| Region  | Stadt           | Baujahr | Länge (m) bzw. Fläche (m²) | Betreiber                               | Oberfläche | Koordinaten             |
| ------- | --------------- | ------- | -------------------------- | --------------------------------------- | ---------- | ----------------------- |
| Toskana | Massa Marittima | 2024    | 350 m                      | velosolution × Bike Hotel Massa-Vecchia | Betonmix   | Pumptrack Massa-Vecchia |

## Luxemburg
| Kanton              | Stadt                      | Baujahr | Länge (m) bzw. Fläche (m²) | Betreiber                    | Oberfläche     | Koordinaten         |
| ------------------- | -------------------------- | ------- | -------------------------- | ---------------------------- | -------------- | ------------------- |
| Esch an der Alzette | Monnerich                  | 2012    | 250 m                      | Gemeinde Monnerich           | Pumptrackbelag | Pumptrack Monnerich |
| Esch an der Alzette | Esch an der Alzette-Belval | 2013    | 240 m                      | Gemeinde Esch an der Alzette | Pumptrackbelag | Pumptrack Belval    |

## Portugal
| Region                  | Stadt                        | Baujahr | Länge (m) bzw. Fläche (m²) | Betreiber       | Oberfläche | Koordinaten                 |
| ----------------------- | ---------------------------- | ------- | -------------------------- | --------------- | ---------- | --------------------------- |
| Metropolregion Lissabon | Lissabon (Parque das Nações) | 2020    |                            | ParqueExpo, S.A | Asphalt    | Pumptrack Parque das Nações |

## Schweiz
| Kanton     | Stadt                   | Baujahr              | Länge (m) bzw. Fläche (m²) | Betreiber                      | Oberfläche     | Koordinaten              |
| ---------- | ----------------------- | -------------------- | -------------------------- | ------------------------------ | -------------- | ------------------------ |
| Bern       | Bern                    | 2012                 | 1.600 m²                   | Trailnet                       | Erde           | Pumptrack Weissenstein   |
| Bern       | Oberried am Brienzersee | 2019                 | 295 m                      | Gemeinde Oberried              | Asphalt        | Swiss Bike Park Oberried |
| Bern       | Zweisimmen              | 2016                 | 650 m                      | Gemeinde Zweisimmen            | Asphalt        | Pumptrack Zweisimmen     |
| Graubünden | Chur                    | 2012                 | 300 m                      | Stadt Chur                     | Asphalt        | Pumptrack Chur           |
| Luzern     | Ebikon                  | 2023                 | 330 m                      | Verein Pumptrack Ebikon/Rontal | Asphalt        | Pumptrack Ebikon/Rontal  |
| Luzern     | Kriens                  | 2015                 |                            | Gemeinde Kriens                | Asphalt        | Pumptrack Kriens         |
| Wallis     | Monthey                 | 2024                 | 278 m                      | Gemeinde Monthey               | Asphalt        | Pumptrack Monthey        |
| Zürich     | Uster                   | 2024                 | 400 m                      | Stadt Uster                    | Asphalt        | Pumptrack Uster          |
| Zürich     | Winterthur              | 2011                 | 280 m                      | Stadt Winterthur               | Pumptrackbelag | Pumptrack Reitplatz      |
| Zürich     | Zürich                  | 2000, erweitert 2010 | 300 m                      | Grün Stadt Zürich              | Betonmix       | Pumptrack Zürichberg     |
| Zürich     | Zürich                  | 2013                 | 1.000 m                    | Stadt Zürich                   | Betonmix       | Pumptrack Sihlcity       |

## Österreich
| Bundesland       | Stadt                  | Baujahr | Länge (m) bzw. Fläche (m²) | Betreiber                 | Oberfläche     | Koordinaten                      |
| ---------------- | ---------------------- | ------- | -------------------------- | ------------------------- | -------------- | -------------------------------- |
| Oberösterreich   | Bad Ischl              | 2014    | 85 m                       | Stadt Bad Ischl           | Asphalt        | Pumptrack Bad Ischl              |
| Oberösterreich   | Kirchdorf an der Krems | 2018    | 330 m                      | Bikesport RC Kremstal     | Asphalt        | Pumptrack Kirchdorf an der Krems |
| Oberösterreich   | Scharnstein            | 2024    | 1.500 m²                   | Lauf- und Radclub Almtal  | u. a. Asphalt  | Pumptrack Scharnstein            |
| Niederösterreich | Neunkirchen            | 2016    | 445 m²                     | Stadtgemeinde Neunkirchen | Asphalt        | Pumptrack Neunkirchen            |
| Salzburg         | Leogang                | 2019    |                            | Leoganger Bergbahnen GmbH | Asphalt        | Pumptrack Leogang                |
| Steiermark       | Lebring                | 2020    | 850 m²                     | Marktgemeinde Lebring     | Asphalt        | Pumptrack Lebring                |
| Steiermark       | Ligist                 | 2019    |                            | Marktgemeinde Ligist      | Asphalt        | Pumptrack Ligist                 |
| Tirol            | Ötztal                 | 2023    |                            | Area 47                   | Pumptrackbelag | Indoor Bikepark Area 47          |